# Gwale
Gwale es un área de gobierno local en el Estado de Kano, Nigeria dentro de la ciudad de Kano. Su sede se encuentra en el suburbio de Gwale. Tiene una superficie de 18 km ² y una población de 362.059 en el censo de 2006.
El código postal de la zona es 700.